# Walt Hazzard
Walter Raphael Hazzard Jr., né le 15 avril 1942 à Wilmington, Delaware et mort le 18 novembre 2011 à Los Angeles, Californie, est un ancien joueur et entraîneur américain de basket-ball. Durant sa carrière de basketteur, Hazzard s'est converti à l'Islam et a changé son nom en Mahdi Abdul-Rahman. Lorsqu'il est devenu entraîneur à UCLA, il reprit son ancien nom, Walt Hazzard. Il est le père du producteur de hip-hop DJ Khalil.

## Carrière universitaire
À sa sortie du lycée Overbrook de Philadelphie, Hazzard rejoint UCLA, où il était un joueur important. Lors de sa première saison, les UCLA Bruins participent à leur premier Final Four NCAA en 1962. Ils s'inclinèrent en demi-finales face au futur champion, les Cincinnati Bearcats.
Lors de la saison 1963-1964, UCLA demeure grâce à Hazzard, son partenaire des lignes arrière Gail Goodrich et à l'entraîneur John Wooden. L'équipe remporte le titre de champion NCAA et Hazzard est sélectionné par Associated Press comme Most Valuable Player du tournoi. Hazzard est aussi désigné All-American et College Player of the Year par la United States Basketball Writers Association. Son maillot numéro 42 est retiré par UCLA en 1996, mais Hazzard permet plus tard à Kevin Love de porter ce numéro.
Hazzard fait partie de l'équipe américaine de basket-ball aux Jeux olympiques 1964.

## Carrière professionnelle
Hazzard intègre ensuite la NBA, tout d'abord avec les Los Angeles Lakers de 1964 à 1967, puis les Seattle SuperSonics, les Atlanta Hawks, les Buffalo Braves et les Golden State Warriors. Il termine sa carrière avec les SuperSonics lors de la saison 1973-1974.
En 1967-1968, lors de la saison inaugurale des SuperSonics, Hazzard réussit sa meilleure saison offensive en inscrivant 24,0 points par match, ainsi que 6,2 passes décisives par match et est sélectionné pour le All-Star Game 1968. Seattle le transfère aux Hawks lors de l'intersaison en échange de Lenny Wilkens.

## Carrière d'entraîneur
En 1984, il retourne à UCLA pour entraîner l'équipe de basket-ball. Cette même année, il est intronisé au UCLA Athletic Hall of Fame. Il dirige l'équipe durant quatre saisons, remportant 77 matchs sur 125. Lors de la saison 1984-1985, les UCLA Bruins remportent le titre du National Invitation Tournament.